# Col·legi Oficial de Pedagogia de Catalunya
El Col·legi Oficial de Pedagogia de Catalunya (d'ara endavant COPEC), fou creat per la Llei del Parlament de Catalunya núm. 14/2001, publicada el 14 de juny de 2002. Consta en els seus estatuts, que és una associació pública sense ànim de lucre, que té la seva pròpia personalitat jurídica, amb la capacitat total d'aconseguir els seus objectius i funcions tant públiques com privades. El COPEC integra en el seu si als titulats en pedagogia i psicopedagogia de Catalunya i és la seva referència professional.
El propòsit del COPEC és la defensa, l'ordenació, i la promoció de la professió pedagògica, i garantir que les dimensions ètiques i les normes deontològiques dels professionals s'ajusti a les necessitats dels ciutadans.
Publica una vegada a l'any la revista EIX: Educació i Xarxa, que proporciona contingut científic i professional per l'actualitat de la professió. Edita i difon un Butlletí Electrònic per difondre les activitats i serveis de la COPEC.

## Història
La història de l'organització professional de la pedagogia a Catalunya va viure moments clau entre finals del segle XX i principis del XXI. El 1988 es va produir un primer pas significatiu amb la constitució de la Delegació Territorial de Tarragona de l'Associació Estatal de Pedagogia, que va obrir el camí per a l'estructuració del sector a nivell autonòmic.
Quatre anys més tard, el 1992, es va fundar l'Associació Catalana de Pedagogs (ACP), una entitat que va reforçar la identitat professional dels pedagogs catalans i va començar a treballar per donar més visibilitat i reconeixement a la disciplina.
El procés va culminar el 2001 amb l'aprovació de la Llei 14/2001 pel Parlament de Catalunya, que va autoritzar la creació del Col·legi de Pedagogs de Catalunya (COPEC). Finalment, el 2002 es va constituir oficialment el COPEC, una institució clau per a la defensa dels interessos dels professionals, l'ordenació de l'exercici professional i la promoció de la pedagogia al territori. Aquesta seqüència d'esdeveniments va marcar l'evolució des d'una estructura associativa fins a un col·legi professional amb reconeixement legal.